# Posterunek pogonny
Posterunek pogonny to określenie z okresu średniowiecza oznaczający miejsce w terenie łącznie z zapleczem usytowane w dogodnym miejscu topograficznym umożliwiającym obserwację dużego obszaru, oraz organizowanie pogoni. Posterunek pogonny stanowił doraźny element ugrupowania straży pogonnej w terenie przygranicznym. Przeznaczony był do przedwczesnego wykrywania i obserwacji w terenie przygranicznym przestępców, np. zbiegów lub przemytników, którzy włamali się w głąb obserwowanego obszaru. W dogodnym momencie straż pogonna wykorzystując najczęściej konie przechodziła do pogoni i ujęcia podejrzanych.
Posterunek pogonny składał się z punktu obserwacyjnego wyposażonego w niezbędny sprzęt do obserwacji, wartowni w której przebywała kilkuosobowa straż, oraz pomieszczenia stajennego dla koni. Na posterunku pogonnym z reguły przebywało od trzech do pięciu strażników z dowódcą.
Jeden ze znanych posterunków pogonnych, konnej straży mieścił się na terenie Masywu Śnieżnika na Przełęczy Puchaczówka w pobliżu ówczesnej granicy.